# Mellersta Gammelbergstjärnen
Mellersta Gammelbergstjärnen är en sjö i Falu kommun i Dalarna och ingår i Gavleåns huvudavrinningsområde. Sjön är 3 meter djup, har en yta på 0,0335 kvadratkilometer och befinner sig 357,5 meter över havet. Vid provfiske har abborre, gädda och mört fångats i sjön.